# 比列里亚斯德坎波斯
比列里亚斯德坎波斯，是西班牙卡斯蒂利亚-莱昂帕伦西亚省的一个市镇。 总面积22平方公里，总人口131人（2001年），人口密度6人/平方公里。